# ناحیه هاتن، شهرستان کولز، ایلینوی
ناحیه هاتن، شهرستان کولز، ایلینوی (به انگلیسی: Hutton Township) یک منطقهٔ مسکونی در ایالات متحده آمریکا است که در شهرستان کولز، ایلینوی واقع شده‌است. ناحیه هاتن ۹۱۹ نفر جمعیت دارد و ۲۱۲ متر بالاتر از سطح دریا واقع شده‌است.